# Vicente Mamerto Casajús y Espinosa
Vicente Mamerto Casajús y Espinosa (Sevilla, 11 de mayo de 1802 - ibidem, 1 de octubre de 1864), introductor de la litografía en la ciudad de Sevilla (1838) y de la fotografía siguiendo la técnica del daguerrotipo (1840).
Fue funcionario de la Casa de la Moneda de Sevilla y la Casa del Azogue. Participó de la vida intelectual de la Sevilla de la época. Llegó a ser el secretario de Museo de Bellas Artes de Sevilla, profesor de Industria Fabril de la Sociedad Económica Sevillana de Amigos del País y director del Liceo Artístico.

## Biografía
Inquieto y artista de suyo, fue pintor y discípulo de Escribano. Su atracción por experimentar con las nuevas tecnologías le llevaría a introducir el arte de la litografía de Aloys Senefelder y el daguerrotipo. 
Fue autor del Álbum sevillano, donde dio a conocer las primeras litografías hechas en Sevilla en 1839.
Su actividad como fotógrafo fue sistemática, utilizando el daguerrotipo como método para la obtención de la imagen de edificios y monumentos. Durante años formó parte de la Comisión Provincial de Monumentos y Edificios que, como órgano consultivo, formaba parte de la Sociedad Económica Sevillana de Amigos del País. Una de sus primeras serie de fotografías se tituló Grupos escultóricos. Sin embargo su obra máxima fue la colección Vistas de Sevilla (enero de 1840).
Las imágenes fotográficas realizadas por Casajús jamás fueron mercantilizadas. Sus encuadres y composiciones estuvieron muy marcados por la pintura, materia por la que siempre sintió pasión. Las imágenes fotográficas realizadas, quisieron registrar los principales emblemas arquitectónicos. Al fin y al cabo lo mismo que había hecho entre 1837 y 1838 con la litografía.